# 連心力
在物理學裏，作用力可以分類為連心力（central force）與非連心力。連心力的方向永遠指向一個固定點；稱此點為力中心點。許多宇宙最基本的力，像萬有引力、靜電力，都是連心力。而勞侖茲力的磁力部分則乃非連心力。連心力以方程式表達為
{\displaystyle \mathbf {F} =F{\hat {\mathbf {r} }}}；
其中，{\displaystyle \mathbf {F} }是連心力，{\displaystyle \mathbf {r} }是從力中心點到檢驗位置的徑向向量。
連心力可以進一步細分為兩種版本：強版本和弱版本。強版連心力要求連心力跟徑向距離有關：
{\displaystyle \mathbf {F} =F(r){\hat {\mathbf {r} }}}。
弱版連心力沒有這嚴厲的條件。在物理學裏，大多數重要的連心力都是強版連心力；簡單擺的繩索作用於擺錘的拉力是一種弱版連心力，這拉力的方向是徑向方向，但對於小角度擺動，拉力的大小可以近似為一個常量，是擺錘感受到的重力大小。

## 角動量恆定
假設一個粒子，感受到連心力{\displaystyle \mathbf {F} }的作用，則施加於此粒子的力矩{\displaystyle {\boldsymbol {\tau }}}為零：
{\displaystyle {\boldsymbol {\tau }}=\mathbf {r} \times \mathbf {F} =\mathbf {r} \times F{\hat {\mathbf {r} }}=0}。
角動量{\displaystyle \mathbf {L} }對於時間{\displaystyle t}的導數是力矩：
{\displaystyle {\frac {d\mathbf {L} }{dt}}={\boldsymbol {\tau }}}。
所以，角動量守恆，是個常數。

## 平面運動
關於此粒子的運動，
{\displaystyle \mathbf {r} \cdot \mathbf {L} =\mathbf {r} \cdot (\mathbf {r} \times (m\mathbf {v} ))=0}。
此粒子的位置向量{\displaystyle \mathbf {r} }垂直於恆定的角動量{\displaystyle \mathbf {L} }，所以，此粒子的運動必局限於垂直於角動量的平面。

## 平面速度恆定
採用極坐標系{\displaystyle (r,\theta )}來表示此粒子的平面運動，原點為力中心點。則角動量為
{\displaystyle L=mr^{2}{\dot {\theta }}}；
這裏，{\displaystyle m}是粒子的質量、{\displaystyle {\dot {\theta }}}是角速度。
粒子與力中心點的連線，掃過的平面的平面速度{\displaystyle {\frac {dA}{dt}}}為
{\displaystyle {\frac {dA}{dt}}={\frac {1}{2}}r^{2}{\dot {\theta }}={\frac {L}{2m}}}。
所以，受連心力作用的粒子與力中心點的連線，掃過的平面，速度恆定。

## 連心勢
假若連心力{\displaystyle \mathbf {F} }是一個函數{\displaystyle V(\mathbf {r} )}的負梯度：
{\displaystyle \mathbf {F} =-\nabla V(\mathbf {r} )}，
則連心力是保守力：
- 連心力的旋度是0：

{\displaystyle \nabla \times \mathbf {F} =-\nabla \times \nabla V=0}，
- 對於任何簡單的閉合迴路，連心力所做的機械功{\displaystyle W}是0：

{\displaystyle W=\oint _{C}\mathbf {F} \cdot d\mathbf {r} =0}。
此函數{\displaystyle V}是一個純量勢，注意到由於{\displaystyle \mathbf {F} =F{\hat {\mathbf {r} }}}，純量勢{\displaystyle V}只能跟{\displaystyle r}有關：
{\displaystyle \mathbf {F} =-{\frac {\partial V}{\partial r}}\ {\hat {\mathbf {r} }}}。
稱{\displaystyle V(r)}為連心勢。連心力也只能跟{\displaystyle r}有關：
{\displaystyle \mathbf {F} =F(r){\hat {\mathbf {r} }}}。
這連心力是強版連心力。

## 有效勢能
一个運動於勢能{\displaystyle V(r)}的粒子的拉格朗日量等於動能减去勢能：
{\displaystyle {\mathcal {L}}(r,\theta )={\frac {m}{2}}\left({\dot {r}}^{2}+r^{2}{\dot {\theta }}^{2}\right)-V(r)}。
其拉格朗日方程式為
{\displaystyle m{\ddot {r}}-mr{\dot {\theta }}^{2}-F(r)=0}、
{\displaystyle {\frac {\mathrm {d} }{\mathrm {d} t}}(mr^{2}{\dot {\theta }})=0}；
其中，{\displaystyle F(r)=-\ {\frac {\partial V(r)}{\partial r}}}為連心力。
由於連心勢與角坐標{\displaystyle \theta }無關，因此其共軛動量（角動量）是個運動常數：
{\displaystyle P_{\theta }\ {\stackrel {def}{=}}\ {\frac {\partial {\mathcal {L}}}{\partial \theta }}=mr^{2}{\dot {\theta }}}。
為了善用此運動常數，應用勒让德变换轉到相空間得到哈密顿量和運動方程式：
{\displaystyle {\dot {p}}_{r}=-{\frac {\mathrm {d} }{\mathrm {d} r}}\left[{\frac {P_{\theta }^{2}}{2mr^{2}}}+V(r)\right]}。
因此，可得到粒子的徑向運動等同於一個在以下有效勢能中的一維運動：
{\displaystyle V_{\rm {Eff}}(r)={\frac {P_{\theta }^{2}}{2m}}{\frac {1}{r^{2}}}+V(r)}。
星体在{\displaystyle {\frac {1}{r^{2}}}}萬有引力下運動的有效勢能是：
{\displaystyle V_{\rm {Eff}}(r)={\frac {P_{\theta }^{2}}{2m}}{\frac {1}{r^{2}}}-{\frac {K}{r}}}。
因此可以看到，有效勢能所造成的作用力，在短距离因為角動量守恆項目而排斥，在遠距离因為萬有引力項目而吸引。两者平衡點－即有效勢能最低點－正是圓形軌道半徑。

## 有心运动的轨迹的确定
有心力的运动轨道可以用比内（Binet）公式来计算。在平面极坐标系中，如果令：
{\displaystyle u={\frac {1}{r}},h={\frac {L_{0}}{m}}}
其中{\displaystyle L_{0}}为物体做有心运动时的角动量，则有：
{\displaystyle -mh^{2}u^{2}({\frac {d^{2}u}{d\theta ^{2}}}+u)=F(u)}
解这个微分方程可以得到运动轨迹的半径与角度的关系：
{\displaystyle r={\frac {1}{u(\theta )}}=r(\theta )}

### 平方反比类有心力的运动轨迹方程
将大小与到力心位置距离成平方反比的有心力表示为：{\displaystyle F(r)={\frac {k}{r^{2}}}}，将它代入上述的方程，得到：
{\displaystyle -mh^{2}u^{2}({\frac {d^{2}u}{d\theta ^{2}}}+u)={\frac {k}{r^{2}}}}
通过移项整理，可以得到一个二阶常系数线性非齐次方程：
{\displaystyle {\frac {d^{2}u}{d\theta ^{2}}}+mf(u)=0}
的式子，其中{\displaystyle m}为移项整理后关于{\displaystyle f(u)}这个多项式的外层系数。通过类比弹簧振子简谐运动方程的求解方法，可以类似地解得上述方程的通解：
{\displaystyle r={\frac {1}{u}}={\frac {\frac {mh^{2}}{k^{2}}}{1+{\frac {mh^{2}}{k^{2}}}\cos(\theta -\theta _{0})}}}
可以看出，其运动轨迹为圆锥曲线中的一种。

### 任意幂次有心力的情况
物体在有心力作用下的运动情况常常涉及复杂的二阶线性非齐次方程，表现为非线性动力学问题。作为特殊情况，当有心力可以表示为反比或者平方反比时，通常可以像以上算法来简化微分方程的求解，这也给天文学家分析问题带来了很大的方便。但是其他幂次的情况则复杂得多。

## 參閱
- 克卜勒問題
- 伯特蘭定理
- 三體問題